# リード・ウィックナー
リード・B・ウィックナー（Reed B. Wickner、1942年 - ）は、アメリカ合衆国の酵母遺伝学者。出芽酵母の一種である Saccharomyces cerevisiae の [PSI+] や [URE3] といった表現型の原因が、天然タンパク質のプリオン型であるとする知見を提唱した。
1962年にコーネル大学で B.A. を取得後、ジョージタウン大学医学部に進学し1966年に M.D. を取得。2007年現在、アメリカ国立衛生研究所系列の国立糖尿病・消化器・腎疾病研究所の生化学・遺伝学研究室でチーフを務めている。研究対象はプリオン病、アミロイド病。